# زن در یهودیت
این مقاله درباره جایگاه زنان در یهودیت است.

## عصر تنخ
برخی محققین، نقش زنان را در روایات تنخ یهودی کم‌رنگ دانسته‌اند؛ استانسون کتاب مقدس را کتابی سرتاسر مردانه دانست. البته در بین اسرائیلیان، شکلی از مادرسالاری وجود داشته‌است که نشان‌دهندهٔ موقعیت زن در خانواده‌های اسرائیلی است. ساره همسر ابراهیم، راحیل و لیه همسران یعقوب، صفورا همسر موسی پیامبر و میریام خواهر موسی، استر همسر خشایارشاه، مهم‌ترین زنان عهد عتیق هستند. بنا بر روایت تورات، زن از دندهٔ مرد آفریده شده‌است و در باغ عدن، حوا بود که آدم را به خوردن میوه ممنوعه اغوا کرد؛ و به جزای این گناه شوهرش تا ابد بر وی مستولی شد. در بین اسباط یهود، تنها زنی که به داوری رسید، دبوره بوده‌است؛ که بر اساس هاگادا و متون میدراش، به وی وحی نمی‌شده و در نتیجه، شأن پیامبری نداشته‌است. بر اساس هاگادا، تنها زنی که خدا با او سخن گفته، ساره بوده‌است. در عهد عتیق، تنها بخشی که به جای «پسران اسرائیل»، عبارت «دختران اسرائیل» به کار رفته‌است، موردی بوده‌است که اشعیا دختران صهیون را برای تکبر و خودآرایی سرزنش می‌کند.
زن در بین عشایر بنی‌اسرائیل، خرید و فروش می‌شده‌است؛ در تورات، پدر در برابر دریافت حق پدری، که بهای دختر باکره نامیده می‌شد، دختر خود را به شوهر می‌فروخت و هنگامی که این معامله انجام می‌گرفت و دختر نامزد می‌شد، مورد تملک مرد قرار می‌گرفت. مرد اجازه داشت هر اندازه که دارایی‌اش به او اجازه می‌دهد، زن اختیار کند یا از بازار، کنیز و همخوابه خریداری کنند.
هر چند بیرون کردن زن که در حکم طلاق بود، برای مرد بسیار ساده انجام می‌گرفت؛ جدایی زن از مرد تنها در صورتی امکان داشت که مرد به آن رضایت دهد.
در کتاب تورات، مردی که زن خود را مورد گمان قرار می‌دهد، می‌بایست به کاهن پول پرداخته و کاهن با تشریفات خاصی زن را مورد لعنت و نفرین قرار دهد و آب مخصوص تکفیر را به او بخوراند تا اگر مرتکب گناهی شده که کسی شاهد آن نبوده‌است، آب لعنت وارد احشای او شده، ران او ساقط و شکمش منتفخ شد.
در میثاق یهوه آمده‌است، اگر مردی به دختری تجاوز کند، باید بهای دختر را تماماً به پدر او بپردازد. این بها پنجاه شکل نقره تعیین شده‌است.
در تورات، زنی که از طرف مردی رها شده‌است با زن فاحشه هم‌پایه است و دین‌داران یهودی از ازدواج با چنین زنانی برحذر داشته شده‌اند.
بر اساس حکم تورات، اگر مردی با زنی ازدواج کرده، ولی پس از مدتی به وی شک کند که او پیش از زناشویی و در خانه پدرش با مرد دیگری همخوابه شده، پدر زن موظف است جامهٔ خونین شب زفاف را که بیان‌گر باکره بودن دختر وی بوده‌است، به دادگاه بنمایاند، وگرنه زن، محکوم به سنگسار می‌شود.

## عصرتلمودی
در عصر تلمودی، موقعیت زنان یهودی بسیار پست‌تر از مردان به‌شمار می‌رفت. زنان در مدارس دینی که ربیها اداره می‌کردند پذیرفته نمی‌شدند. رهبری و مقام‌های مذهبی در اختصاص مردان بود و زنان حق سفر نداشتند. دعاها و نمازها ویژهٔ مردان بود و زنان نمی‌توانستند حد نصاب جماعت را تشکیل دهند. در معبد، زنان حق عبور فراتر از مرز دهلیزی مختص ایشان را نداشتند و ورود زنان به صحن داخلی با کیفر مرگ همراه بود. زنان در مراسم قربانی حق شرکت نداشتند و دیدن آن هم برای ایشان مجاز شمرده نمی‌شد. نوشتن متون هلاخا، میدراش و متون عرفانی نیز به مردان اختصاص داشت. بر اساس قوانین صنیوت، زنان نباید در حضور مردان سخن می‌گفتند یا آواز می‌خواندند. اگر زنی صدایش به قدری بلند بود که وقتی در خانه‌اش سخن می‌گفت، همسایگان قادر به شنیدن صدایش بودند، مرد حق داشت بدون پرداخت مهریه او را طلاق دهد. بر اساس قانون ایحود، خلوت و اختلاط زنان و مردان ممنوع گردید و پرده مهیتزا (محیصه) در کنیسهها کشیده شد که زنان را از مردان جدا می‌ساخت. از سوی دیگر، گواهی دادن زنان در دادگاه و قضاوت آن‌ها ممنوع بود.

## زنان یهودی امروز
از آغاز دهه ۱۹۸۰، اصلاحاتی در سازمان‌های دینی یهودی به نفع زنان به وجود آمد. زنان، حق خواندن تورات در کنیسه‌ها را یافتند؛ هر چند هنوز مناصب مذهبی در اختیار مردان است و فقط مردان می‌توانند ربی باشند. همچنین، در برخی از سازمان‌های یهودی، زنان حق تشکیل منیان را دارند و می‌توانند تفیلین ببندند؛ و همین‌طور قوانین هلاخایی چون سنگسار کنار گذاشته شده‌اند.